# ON/OFF
ON/OFF foi uma dupla de J-pop composta pelos irmãos gêmeos Sakamoto Kazuya e Sakamoto Naoya, nascidos em Fukuoka, Japão. Nascidos em 10 de dezembro de 1983, foram alunos da Madison Music Academy. No meio de 2014, a dupla anunciou sua aposentadoria após o último show, realizado em 3 de janeiro de 2015, devido às condições de saúde de Kazuya, que o impossibilitavam de continuar com as atividades musicais.

## Carreira
Os irmãos começaram a carreira em 2007, o primeiro single lançado foi Eien no Setsuna que foi usado como tema no live-action Fūma no Kojirō, onde eles também participaram. O single debutou na posição #59 no ranking da Oricon, aparecendo ao todo três vezes no ranking.
O segundo lançamento da dupla foi o single Futatsu no Kodou to Akai Tsumi, lançado em 4 de junho de 2008 o qual alcançou a posição #19 no ranking da Oricon, o single foi escolhido como tema de abertura do anime Vampire Knight[carece de fontes?] e música "Rinne: Rondo" ficou como tema de abertura da segunda temporada.[carece de fontes?]
Os gêmeos também participaram de um dorama chamado Fūma no Kojirō. e no dorama Tokyo Ghost Trip, onde faziam os papéis de funcionários de um café.
O single "Butterfly" foi usado no anime Durarara!! como tema de encerramento.
O sexto single lançado pela dupla, "Hajimaru no wa Sayonara", foi usado como tema de abertura do anime Beelzebub.
Após a aposentadoria do grupo em janeiro de 2015, Sakamoto Naoya iniciou em fevereiro do mesmo ano, um trabalho regular com planejamento de negócios e recrutamento em uma empresa, saindo em março de 2017. Desde julho de 2015, Sakamoto Kazuya trabalha como professor na AMG MUSIC. Sua última aparição pública foi em um programa de rádio em 2 de abril de 2017, onde dublou um dos personagens.
Ambos excluíram suas redes sociais e desde 2015 o site oficial não é atualizado, sendo difícil obter informações atualizadas.

## Discografia
- Legend of Twins I: Futago Densetsu - Lançado em 22 de abril de 2009.
- Legend of Twins II: Zoku Futago Densetsu - Lançado em 7 de dezembro de 2011.
- DICE - Mini álbum lançado em 13 de julho de 2013